# وانگ یات-فی
وانگ یات-فِی (انگلیسی: Wong Yat-fei؛ چینی: 黃一飛؛ زادهٔ ۱۹ اوت ۱۹۴۶) یک هنرپیشه اهل هنگ کنگ است.
از فیلم‌ها یا برنامه‌های تلویزیونی که وی در آن نقش داشته است می‌توان به فوتبال شائولین اشاره کرد.